# Муравейко, Иван Андреевич
Иван Андреевич Муравейко (бел. Іван Андрэевіч Муравейка; 21 октября 1921, Таль, сейчас Минская область — 5 марта 2021, Любань) — белорусский поэт. Заслуженный работник культуры Белорусской ССР (1982).

## Биография
Родился в крестьянской семье. Закончил Любанскую среднюю школу и поступил в Минский коммунистический институт журналистики (1939). В конце 1939 года призвался в Красную Армию. В годы Великой Отечественной войны участвовал в боях на Западном, Донском, 3-м Украинском и 1-м Белорусском фронтах. Был ранен.
В 1945—1947 годах в составе Центральной группы войск служил в Германии. В 1947 году демобилизовался. В 1948—1952 годах работал ответственным секретарём и редактором любанскай районной газеты «Кліч Радзімы». В 1964 году окончил Высшие литературные курсы в Москве, работал ответственным секретарём любанскай районной газеты «Будаўнік камунізму». Позже жил в Любани. Член Союза писателей СССР (с 1953 года). Умер 5 марта 2021 года.

## Творчество
Дебютировал в прессе в 1936 году в газете «Піянер Беларусі». Автор сборников стихов для детей: «Песня над палямі» (1955), «Ручаінкі» (1956), «Вось якія мы» (1958), «Пра работу і ляноту» (1960), «Дружная сямейка» (1961), «Сняжынкі-смяшынкі» (1962), «Сем колераў вясёлкі» (1965), «Лясное возера» (1970), «Мы таксама падрасцём» (1971), «Дуб і дубок» (1977), «Няхай сонца не заходзіць» (стихи, поэмы, сказки 1981), «Я прыдумаў казку» (1985), «Вадзіца з крыніцы» (2006), «Растуць дзеці» (2011), «Як завуць казу?» (2016) и др. В соавторстве с А. Андруховичем издал книгу «На зямлі камунараў» (1979). Теме войны посвящёны такие сборники стихотворений, очерков, воспоминаний, как «Прынёс з вайны» (1991), «Была вайна» (2009), «Я — Іван з Беларусі» (2010, 2014).

## Награды
- Орден Отечественной войны I (дважды) и II степени
- Орден Красной Звезды
- Медаль Франциска Скорины
- Заслуженный работник культуры БССР (1982)
- Лауреат литературной премии «Золотой Купидон» за книгу «Вадзіца з крыніцы»[3]
- Почётный гражданин города Любань[4].

## Память
- Любанская районная центральная библиотека имени И. А. Муравейко[5] (г. Любань)
- ГУО "Тальская средняя школа имени И. А. Муравейко[6] (аг. Таль Любанский район)